# Augustinópolis
Augustinópolis es un municipio brasileño del estado del Tocantins. Se localiza a una latitud 05º27'59" sur y a una longitud 47º53'15" oeste, estando a una altitud de 145 metros. Su población estimada en 2004 era de 14.143 habitantes.
Posee un área de 3959,9 km².